# Vacuome
 (juin 2013).
Si vous disposez d'ouvrages ou d'articles de référence ou si vous connaissez des sites web de qualité traitant du thème abordé ici, merci de compléter l'article en donnant les références utiles à sa vérifiabilité et en les liant à la section « Notes et références ».
Le vacuome est l'ensemble des organites et vésicules qui concernent l'importation, exportation, tri et transformation des molécules, protéines, etc. Chez les végétaux, les vacuoles font également partie du vacuome.

## Structure
Le vacuome peut être divisé en deux domaines, séparés par l'appareil de Golgi. D'un côté, le réticulum endoplasmique est le théâtre d'un trafic unidirectionnel, à savoir : réticulum endoplasmique rugueux (RER) suivi du réticulum endoplasmique lisse (REL) suivi à son tour de l'appareil de Golgi. Les produits sécrétoires ne vont jamais dans l'autre sens et ne peuvent remonter le courant sécrétoire, l'appareil de Golgi constituant une barrière.
De l'autre côté de l'appareil de Golgi se trouvent un ensemble de vésicules de tailles et de fonctions variables. On peut trouver des lysosomes primaires, des vésicules de transport à destination des vacuoles ou destinées à l'exportation hors de la cellule.
Un aspect important du vacuome est le recyclage des vésicules. En effet l'organite perd chaque fois un peu de sa surface membranaire lorsqu'une vésicule se sépare de lui. Ainsi pour éviter une croissance sans fin des organites receveurs et une hypotrophie des organites donneurs, il existe un système de recyclage des membranes, qui, une fois vidées de leur contenu, sont réutilisées sous forme de vésicules aplaties et retournent fusionner avec l'organite de départ, ou avec la membrane cellulaire.
La cellule est capable de maintenir l'identité propre de ses différents compartiments. Les vésicules qui circulent dans le cytosol fusionnent avec leur membrane cible et avec aucune autre. Cet adressage très précis est rendu possible par la présence de protéines inter membranaires particulières uniques, qui constituent de véritables adresses moléculaires.